# Liste von Bergwerken im Landkreis Bad Kreuznach

Verbandsgemeinden im Landkreis Bad Kreuznach.

Die Liste von Bergwerken im Landkreis Bad Kreuznach umfasst Bergwerke im Landkreis Bad Kreuznach, Rheinland-Pfalz. 

## Liste

### Verbandsgemeinde Bad Kreuznach
Bergbau am Berg Lemberg ging vornehmlich auf Quecksilber um.
| Name              | Ortsgemeinde | Anmerkungen | Beginn | Ende | Lage | Bild |
| ----------------- | ------------ | --- | ------ | ---- | ---- | ---- |
| Catherina         | Feilbingert  | Quecksilber; Schurfschein wurde 1774 erteilt, Mutung war 1775, wurde bis etwa 1792 betrieben | 1775   | 1792 | Lage |      |
| Geiskammer        | Feilbingert  | Quecksilber und Kohle; im bayerischen Staatswald in der Abteilung Oberhauser Eck; erste Erwähnung 1469; erste Belehnung 1730 zur Suche nach Kohle, um die Laboratorien der Niederhausener Gruben zu versorgen, dabei wurde auch Quecksilber-Erz gefunden und ab 1760 abgebaut. Der Quecksilber-Abbau endete bereits 6 Jahre später vorläufig, von 1770 bis 1775 wiederaufgenommen, nennenswerte Fördermengen sind nicht bekannt. Ab 1783 unter dem Namen Grube Ernesti Glück neu belehnt, erfolglos, ab 1795 endgültig stillgelegt. Die Kohleförderung lief mit kurzen Unterbrechungen ebenfalls bis 1796. | 1469   | 1795 | Lage |      |
| In der Eisenhecke | Feilbingert  | Steinkohle; westl. des früheren Ortsteils Feil |        |      |      |      |

### Verbandsgemeinde Kirner Land
| Name         | Ortsgemeinde          | Anmerkungen                                                                                              | Beginn | Ende    | Lage | Bild |
| ------------ | --------------------- | --- | ------ | ------- | ---- | ---- |
| Altlayenkaul | Bruschied-Rudolfshaus | Schiefer; 1740 Bergunglück mit 13 Opfern; 1953 Katharinenschacht neu angelegt; 1958: 54 Mann Belegschaft |        | 17. Jh. |      |      |
| Deufenbach I | Kellenbach            | Schiefer                                                                                                 |        |         |      |      |
| Hennweiler   | Kirn                  | Schiefer; mehrere Stollen                                                                                |        |         |      |      |
| Hippelau     | Bruschied             | Schiefer                                                                                                 |        |         |      |      |

### Verbandsgemeinde Rüdesheim
| Name             | Ortsgemeinde | Anmerkungen | Beginn       | Ende          | Lage | Bild                                                    |
| ---------------- | ------------ | --- | ------------ | ------------- | ---- | ------------------------------------------------------- |
| Drei Züge        | Niederhausen | Quecksilber; Konsolidation aus St. Martins Zug, Treue Zuversicht und Schmittenstollen; 15 km Strecken- und Stollenlänge |              |               |      |                                                         |
| Johannes-Stollen | Niederhausen | Suchstollen auf Quecksilber; war 1790 in Arbeit und erneut kurzzeitig um 1850, kein nennenswerter Abbau | 1790         | 1850 (um)     | Lage |                                                         |
| Kellerberg       | Weinsheim    | Quecksilber; Grubenfeld bei Weinsheim (etwas nördlich des Lembergs und nördlich der Nahe); verliehen am 12. Mai 1837; verzichtet am 25. September 1840; erfolglose Versuchsarbeiten                                                       | 12. Mai 1837 | 25. Sep. 1840 |      |                                                         |
| Lemberg          | Niederhausen | Quecksilber; Grubenfeld; verliehen am 12. Mai 1837; verzichtet am 25. September 1840; erfolglose Versuchsarbeiten | 12. Mai 1837 | 25. Sep. 1840 |      |                                                         |
| Schmittenstollen | Niederhausen | Quecksilber; bis zu 100 Betriebsmitarbeiter; Karlsglückstollen; Maschinenschacht mit 60 m Teufe; Betriebszeiten: 15. Jh. – 1632, 1728–1818, 1935–39                                                                                       | 1438         | 1942          | Lage |                                                         |
| St. Martins Zug  | Niederhausen | Quecksilber; seit dem 15. Jahrhundert mit Unterbrechungen bis 1936, bildete zusammen mit dem Schmittenzug (jetzt Besucherbergwerk Schmittenstollen) und dem Treue Zuversicht Zug die miteinander verbundenen Drei Züge                    | 15. Jh.      |               | Lage |                                                         |
| Stollen          | Niederhausen | Stollen, angeschnitten durch neuzeitlicheren Steinbruch; Alter unbekannt |              |               | Lage |                                                         |
| Treue Zuversicht | Niederhausen | Quecksilber; seit dem 15. Jahrhundert mit Unterbrechungen bis 1936, bildete zusammen mit dem Schmittenzug (jetzt Besucherbergwerk Schmittenstollen) und dem St. Martins Zug die miteinander verbundenen Drei Züge; 20 Betriebsmitarbeiter | 15. Jh.      |               | Lage | Mundloch des Stollen Treue Zuversicht am Lemberg / Nahe |